# Blučići
Blučići su naseljeno mjesto u općini Konjic, Federacija Bosne i Hercegovine, BiH.

## Stanovništvo

### 1991.
Nacionalni sastav stanovništva 1991. godine, bio je sljedeći:
ukupno: 197
- Muslimani – 197

### 2013.
Nacionalni sastav stanovništva 2013. godine, bio je sljedeći:
ukupno: 111
- Bošnjaci – 111

## Vanjske poveznice
- Satelitska snimka  Arhivirana inačica izvorne stranice od 14. ožujka 2021. (Wayback Machine)